# Nuno Capucho
Nuno Capucho [ˈnunu kɐˈpuʃu] (* 21. Februar 1972 in Barcelos; eigentlich Nuno Fernando Gonçalves da Rocha) ist ein ehemaliger portugiesischer Fußballspieler.

## Laufbahn

### Vereinsmannschaften
Capucho begann seine Profikarriere beim Verein seiner Heimatstadt, dem Gil Vicente FC im Jahr 1990. Dort spielte er zwei Saisons, bis er 1992 in die Hauptstadt zu Sporting Lissabon wechselte. Dort gewann er seinen ersten Titel, da er 1995 Pokalsieger mit Sporting wurde. Im selben Jahr verließ Capucho den Klub allerdings in Richtung Vitória Guimarães. 1997 wechselte er zum FC Porto, wo er seine erfolgreichste Zeit als Profi hatte. Mit dem FC Porto wurde er drei Mal Landesmeister und vier Mal Pokalsieger. Der größte Erfolg war jedoch der Gewinn des UEFA-Pokals 2003 gegen Celtic Glasgow in Sevilla.
Nach der erfolgreichen Triple-Saison mit dem FC Porto, in der Meisterschaft, Landespokal und Europapokal gewann, wechselte Capucho zu den Glasgow Rangers nach Schottland. Allerdings kehrte er nach nur einer Spielzeit wieder auf die iberische Halbinsel zurück und ging zu Celta de Vigo nach Spanien. Hier beendete er 2006 seine Karriere.

### Nationalmannschaft
Den größten Erfolg mit der Nationalmannschaft hatte er im Jahre 1991 bei der U-20-Weltmeisterschaft. Als Mitglied der Goldenen Generation, gewann er, zusammen mit Spielern wie Luís Figo, Rui Costa oder Fernando Couto, den Weltmeistertitel.
Bei den Olympischen Spielen 1996 nahm er an den Fußballwettbewerben teil, wo die Mannschaft den undankbaren vierten Platz belegte.
Bei der A-Nationalmannschaft stand er bei der Europameisterschaft 2000 und der Weltmeisterschaft 2002 im portugiesischen Kader.

## Erfolge

### Vereinsmannschaften
- UEFA Cup: 2003
- Portugiesischer Meister (3-mal): 1997/98, 1998/99, 2002/03
- Portugiesischer Pokalsieger (5-mal): 1994/95, 1997/98, 1999/2000, 2000/01, 2002/02
- Portugiesischer Fußball-Supercupsieger (3-mal): 1999, 2002, 2003

### Nationalmannschaft
- U-20-Weltmeister: 1991